# Nihonogomphus minor
Nihonogomphus minor är en trollsländeart som beskrevs av Doi 1943. Nihonogomphus minor ingår i släktet Nihonogomphus och familjen flodtrollsländor. Inga underarter finns listade i Catalogue of Life.